# 231 État 011 à 060
Les Pacific État numéros 231-011 à 060 était des locomotives à vapeur construites pour le Chemin de Fer de l'État en 1910.

## Genèse
Ces machines furent inspirées par deux autres locomotives :
- la chaudière fut inspirée par les chaudières des Pacific prototype 2901 et 2902
- les roues furent inspirées des 230 J.

Ces machines très sobres ont été associées d'abord à des tenders à 3 essieux de 20 m3 avant de recevoir leur tenders définitifs d'une capacité de 22 m3.
Leur construction est confiée à :
- Fives-Lille pour les 20 machines 231 011 à 030,
- Schneider pour les 20 machines 231 031 à 050,
- Cail pour les 10 machines 231 051 à 060.

## Utilisation et services
Ces locomotives avaient une tendance à dérailler et forcèrent le Chemin de Fer de l'État à changer les bogies avant. Deux de ces accidents se passèrent au Perray et à Bernay le 10 septembre 1910.
Après une utilisation temporaire en tête des trains de marchandise limités à 60 km/h, les locomotives furent réautorisées à tracter des trains voyageurs en 1912 après modification du rappel du bogie.
À partir de 1912, les 231-011 à 060 eurent leurs dépôts aux Batignolles et à Vaugirard et tractaient les trains express en direction du Havre, Cherbourg, Le Mans, Thouars et le Deauville Express.
Autour de 1922, la moitié de la série fut mutée à Dieppe, ce qui donna leur surnom de « dieppoises ». Les machines tractèrent également les express de Gare Saint-Lazare à Dieppe par Pontoise. À partir de 1929, la série prit en charge les trains express entre Dieppe et Le Mans et le Manche-Océan, entre Dieppe et Bordeaux.
Plusieurs locomotives furent équipées d'écrans pare-fumées en 1931 de même que d'un réchauffeur de type « ACFI ». 
Cette série de cinquante locomotives furent numérotée en 1938 par la SNCF : 3-231 B 1 à 60.
Autour de 1945, un projet visant à augmenter leur puissance à 1700 hp afin de créer la série 3-231 L échoua et les locomotives circulèrent ainsi jusqu'en 1957 où les dernières locomotives furent rayées des inventaires.